# Dawsonville (Géorgie)
Pour les articles homonymes, voir Dawsonville.
Ne pas confondre avec la ville située dans le même État, Dawson (Géorgie)
La ville américaine de Dawsonville est le siège du comté de Dawson, dans l’État de Géorgie. Lors du recensement de 2000, sa population s’élevait à 619 habitants.

## Laboratoire de recherche
Le « Georgia Nuclear Aircraft Laboratory » ou « GNAL » (Laboratoire d'aviation nucléaire de Géorgie), aussi connu sous la désignation d'« AFP No. 67 », pour « Air Force Plant 67 » (usine de l’Air Force no 67), était un établissement de tests de l’United States Air Force situé dans la Forêt Dawson (en) fermé en 1971.

## Démographie
| Groupe                           | Dawsonville | Géorgie | États-Unis |
| -------------------------------- | ----------- | ------- | ---------- |
| Blancs                           | 94,6        | 59,7    | 72,4       |
| Afro-Américains                  | 1,7         | 30,5    | 12,6       |
| Métis                            | 1,6         | 2,1     | 2,9        |
| Autres                           | 1,6         | 4,4     | 7,1        |
| Asiatiques                       | 0,6         | 3,3     | 4,8        |
| Total                            | 100         | 100     | 100        |
|                                  |             |         |            |
| Hispaniques et Latino-Américains | 4,7         | 8,8     | 16,7       |

Selon l'American Community Survey, pour la période 2011-2015, 97,76 % de la population âgée de plus de 5 ans déclare parler l'anglais à la maison, 1,84 % l'espagnol et 0,40 % une autre langue.
| 1880 | 1900 | 1910 | 1920 | 1930 | 1940 |
| ---- | ---- | ---- | ---- | ---- | ---- |
| 199  | 217  | 179  | 198  | 203  | 319  |

| 1950 | 1960 | 1970 | 1980 | 1990 | 2000 |
| ---- | ---- | ---- | ---- | ---- | ---- |
| 318  | 307  | 288  | 342  | 467  | 619  |

| 2010  | - | - | - | - | - |
| ----- | - | - | - | - | - |
| 2 536 | - | - | - | - | - |